# پادشاهان خورشید
پادشاهان خورشید (به انگلیسی: Kings of the Sun) یک فیلم درام تاریخی و ماجراجویانه آمریکایی محصول سال ۱۹۶۳ به کارگردانی جی. لی تامپسون است.

## بازیگران
- یول برینر
- جورج چاکیریس
- ریچارد بیسهارت
- برد دکستر
- بری مورس
- آرماندو سیلوستر
- لئو گوردون
- ویکتوریا وتری
- فورد راینی[۴][۵][۶][۷]

## تولید
فیلمبرداری از ۳ ژانویه ۱۹۶۳ آغاز شد و ۵ آوریل به پایان رسید.